# Tidworth
Tidworth est une ville du sud de l'Angleterre, dans le Wiltshire.
Elle apparaît sous le nom Todeorde dans le Domesday Book.

## Personnalités
Ben Hunt-Davis (1972-), champion olympique d'aviron avec le huit britannique, en 2000.
James Blunt (1974-), chanteur ayant débuté en 2004 avec l'album Back to Bedlam contenant les titres High et You're Beautiful.